# Keena Rothhammer
Keena Rothhammer (n. 26 februarie 1957, Little Rock, Arkansas, SUA) este o înotătoare ce a reprezentat Statele Unite ale Americii, medaliată olimpică. A participat la o ediție a Jocurilor Olimpice (1972) în care a câștigat două medalii de aur și o medalie de bronz.